# Nekrolog 1358
Nekrolog
◄◄
| ◄
| 1354
| 1355
| 1356
| 1357
| 1358 | 1359 | 1360 | 1361 | 1362 | ► | ►►
Weitere Ereignisse | Allgemeiner Nekrolog 1358
Die Beschreibung der verstorbenen Person sollte so kurz wie möglich gehalten sein und nur deren signifikante Tätigkeit(en) enthalten.
Neue Namen ggf. auch unter dem Geburts- und Sterbedatum, also etwa unter 1. Januar und im Geburts- und Sterbejahr (2024) eintragen (nur bei entsprechender großer Wichtigkeit). Für Beispiele siehe die schon vorhandenen Artikel.
Außerdem über die fünf zuletzt Verstorbenen, zu denen es einen ausreichend guten Artikel für eine Präsentation auf der Hauptseite gibt, nach der todesbedingten Überarbeitung der Artikel ggf. auch unter Wikipedia Diskussion:Hauptseite informieren und sie am besten auch in den anderen Wikipedia-Sprachversionen eintragen. Tipp: Regelmäßig bei news.google.de nach „ist tot“, „gestorben“ oder „verstorben“ suchen.
Wenn eine Person gestorben ist, gibt es viele Seiten zu dieser Person in der Wikipedia, die davon auch betroffen sind und entsprechend aktualisiert werden müssen. Beispiele: Namenübersichtsseite, Geburtsjahr, Geburtsort-Seiten und viele mehr.
Wie finde ich die betroffenen Seiten?
Im Suchfeld auf der linken Seite gibt man den Suchbegriff so ein: „Vorname Nachname“. Dann klickt man auf Volltext und alle Seiten mit entsprechendem Suchtext werden aufgerufen. Hier sieht man dann schnell, wo auch das Todesjahr Sinn macht oder sogar ein Teil des Artikels angepasst werden muss. Auch hilft das „Werkzeug“ auf der linken Seite sehr gut, um solche Seiten aufzufinden: „Links auf diese Seite“. Somit ist die Wikipedia wieder aktuell in allen Bereichen! Hinweis: bei Eintragung der Kategorie „Gestorben JAHR“ wird der Missbrauchsfilter 49 ausgelöst, was jedoch nicht schlimm ist. Siehe: Spezial:Missbrauchsfilter/49
Dies ist eine Liste von im Jahr 1358 verstorbenen bekannten Persönlichkeiten. Die Einträge erfolgen innerhalb der einzelnen Daten alphabetisch sortiert. Tiere sind im Nekrolog für Tiere zu finden.

## Januar
| Tag        | Name             | Beruf, bekannt als  | Alter | Beleg |
| ---------- | ---------------- | ------------------- | ----- | ----- |
| 20. Januar | Jakob von Bludau | Bischof von Samland |       |       |

## Februar
| Tag         | Name              | Beruf, bekannt als                              | Alter | Beleg |
| ----------- | ----------------- | ----------------------------------------------- | ----- | ----- |
| 28. Februar | Fides von Klingen | Fürstäbtissin des Fraumünsterklosters in Zürich |       |       |

## April
| Tag       | Name     | Beruf, bekannt als                 | Alter | Beleg |
| --------- | -------- | ---------------------------------- | ----- | ----- |
| 23. April | Nikolaus | Herzog von Münsterberg (1341–1358) |       |       |

## Mai
| Tag     | Name                                   | Beruf, bekannt als                                | Alter | Beleg |
| ------- | -------------------------------------- | ------------------------------------------------- | ----- | ----- |
| 13. Mai | Albrecht II. von Braunschweig-Lüneburg | Herrscher des Bistums von Halberstadt (1325–1358) |       |       |

## Juni
| Tag      | Name                  | Beruf, bekannt als                              | Alter | Beleg |
| -------- | --------------------- | ----------------------------------------------- | ----- | ----- |
| 5. Juni  | Ulrich von Friedingen | Bischof von Konstanz                            |       |       |
| 7. Juni  | Ashikaga Takauji      | Gründer und erste Shogun des Ashikaga-Shogunats |       |       |
| 10. Juni | Guillaume Caillet     | Bauernführer                                    |       |       |

## Juli
| Tag      | Name                   | Beruf, bekannt als                                                | Alter | Beleg |
| -------- | ---------------------- | ----------------------------------------------------------------- | ----- | ----- |
| 20. Juli | Albrecht II.           | Herzog von Österreich                                             | 59    |       |
| 30. Juli | Nikolaus von Luxemburg | Patriarch von Aquileia                                            |       |       |
| 31. Juli | Étienne Marcel         | reicher Tuchhändler und der Vorsteher der Seinekaufleute in Paris |       |       |

## August
| Tag        | Name               | Beruf, bekannt als                                         | Alter | Beleg |
| ---------- | ------------------ | ---------------------------------------------------------- | ----- | ----- |
| 22. August | Friedrich Mare     | Benediktinerabt in Liesborn                                |       |       |
| 23. August | Isabelle de France | Prinzessin von Frankreich und Ehefrau von König Eduard II. |       |       |

## November
| Tag          | Name             | Beruf, bekannt als                 | Alter | Beleg |
| ------------ | ---------------- | ---------------------------------- | ----- | ----- |
| 22. November | Roger Northburgh | Bischof von Lichfield und Coventry |       |       |

## Datum unbekannt
| Tag | Name                       | Beruf, bekannt als                                                    | Alter | Beleg |
| --- | -------------------------- | --------------------------------------------------------------------- | ----- | ----- |
|     | Abū Inān Fāris             | Sultan der Meriniden in Marokko                                       |       |       |
|     | Gregor von Rimini          | italienischer Philosoph, Theologe und Mitglied der Augustinereremiten |       |       |
|     | Isabella Bruce             | Königin von Norwegen                                                  |       |       |
|     | Kasimir I.                 | Herzog von Teschen (1315–1358)                                        |       |       |
|     | Künga Gyeltshen Pel Sangpo | kaiserlicher Lehrer (dishi)                                           |       |       |